# Титулярний єпископ
Титуля́рний єпи́скоп (лат. episcopus titularis) — єпископ Католицької Церкви, який не керує окремою дієцезією, а виконує в церкві якесь інше завдання.

## Історія
Історія титулярного єпископства пов'язана із захопленням мусульманами християнських держав Близького Сходу, Північної Африки та Іспанії у VII та VIII століттях. Єпископи, які змушені були покинути свої дієцезії і перенестися до християнських країн, допомагали місцевим єпископам. Сподіваючись на те, що християнство скоро знову повернеться на свої давні території, Папи призначали для цих єпископів наступників, яким тимчасово доручали різні допоміжні завдання в наявних єпархіях або доручали їм іншу місію. Стан тимчасовості продовжувався, а після поразки хрестових походів стало ясно, що боротьба з ісламом триватиме ще довго. Папа Климент V на початку XIV століття санкціонував тодішній стан речей. Відтоді витворився звичай, що єпископи, які хотіли мати єпископа-помічника, зверталися з відповідним проханням до Папи, а той призначав їм до помочі єпископа з неіснуючим титулярним престолом. Таких єпископів почали називати лат. episcopus in partibus infidelium (єпископ на територіях, зайнятих невірними). У 1882 році папа Лев XIII впровадив назву лат. episcopus titularis, яка вживається донині.

## Сучасний стан речей
Сьогодні, за приписами канонічного права, до категорії титулярних єпископів належать: єпископи-помічники, єпископи-коад'ютори, єпископи-емерити, єпископи, які працюють у Римській Курії, апостольські вікарії, екзархи, нунції тощо. Більшість титулярних єпископів мають свій титулярний престол — давню дієцезію, якої не було. Сьогодні призначення титулярного престолу переслідує дві основні цілі: 1) оскільки єпископ мав би бути главою місцевої Церкви, то для єпископа, який не має своєї дієцезії, призначається давню дієцезію, яка формально ніколи не перестає існувати, хоча й немає можливості безпосередньо нею управляти; 2) через таке призначення увіковічується пам'ять давніх дієцезій, які колись існували, а зараз знаходяться на нехристиянських територіях або були приєднані до інших дієцезій.
У другій половині XX століття запроваджено деякі зміни у практиці призначення титулярних дієцезій. Зокрема дієцезіальними єпископам, які перестали управляти своєю дієцезією з будь-якої причини (у зв'язку з віком, хворобою, призначенням виконувати інше завдання, наприклад, у Римській Курії) більше не призначають титулярних дієцезій. Вони носять титул єпископа-емерита дієцезії, якою раніше управляли. Єпископи-коад'ютори і військові ординарії також не мають більше титулярної дієцезії.
Титулярні єпископи є повноправними членами Колегії єпископів Католицької Церкви, але їхній голос у Синодах Єпископів та Єпископських Конференціях може бути обмежений, якщо так постановляють відповідні статути цих об'єднань єпископів.

## Православ'я
У Православній Церкві титулярний єпископ — це єпископ, що не має єпархії (не правлячий), і допомагає єпархіальному архієрею. Титулярний єпископ відрізняється від вікарного. Вікарій носить титул реального міста у межах єпархії, єпископу якої він підпорядкований, і періодично може (і має) здійснювати там богослужіння, тоді як титулярний носить історичний титул міста, яке або вже не існує, або перебуває на неправославних територіях, куди цей єпископ не може потрапити. Іноді ці два терміни вживають як синоніми.